# St. Lambert (Spay)

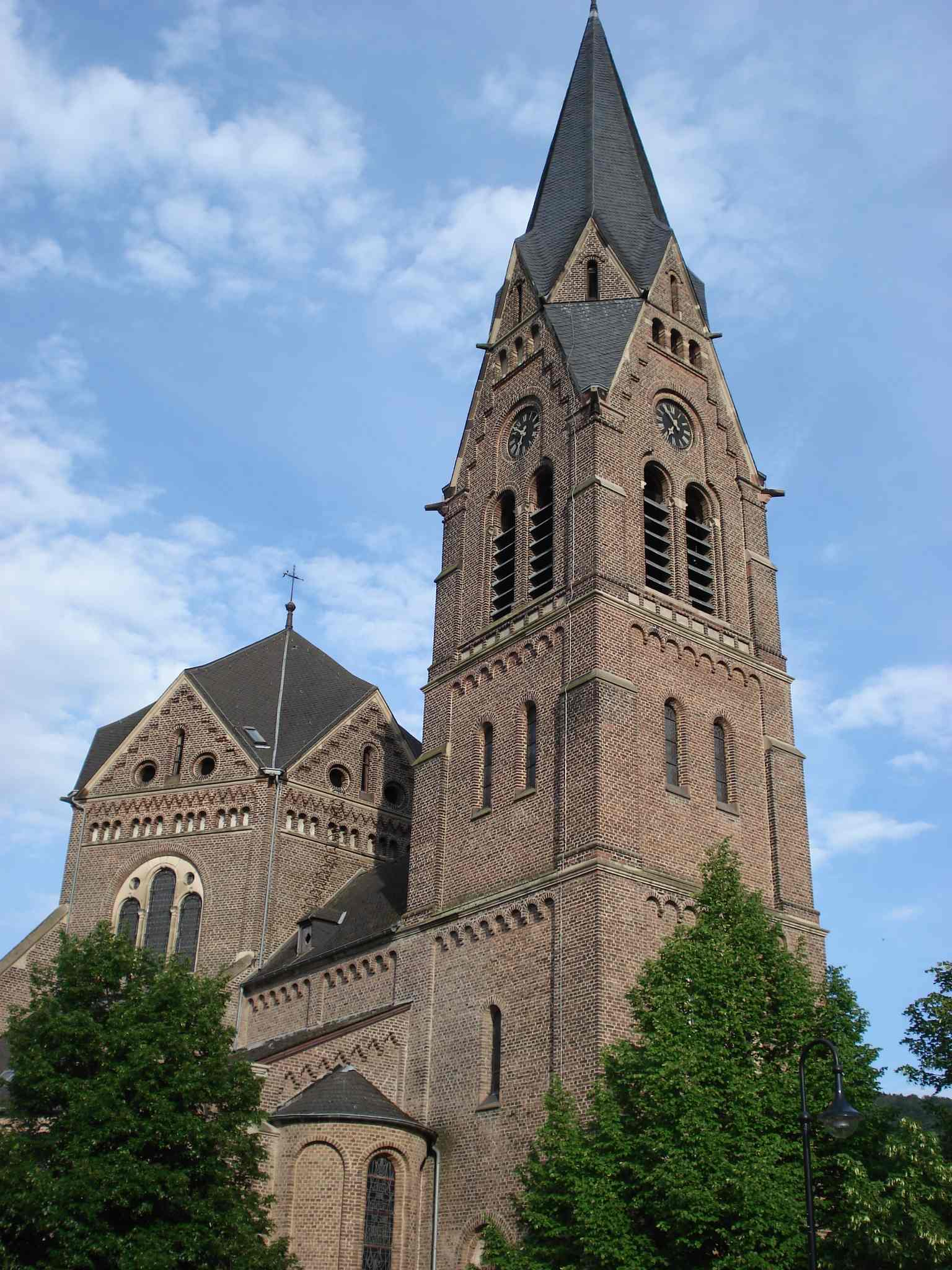
Pfarrkirche St. Lambertus

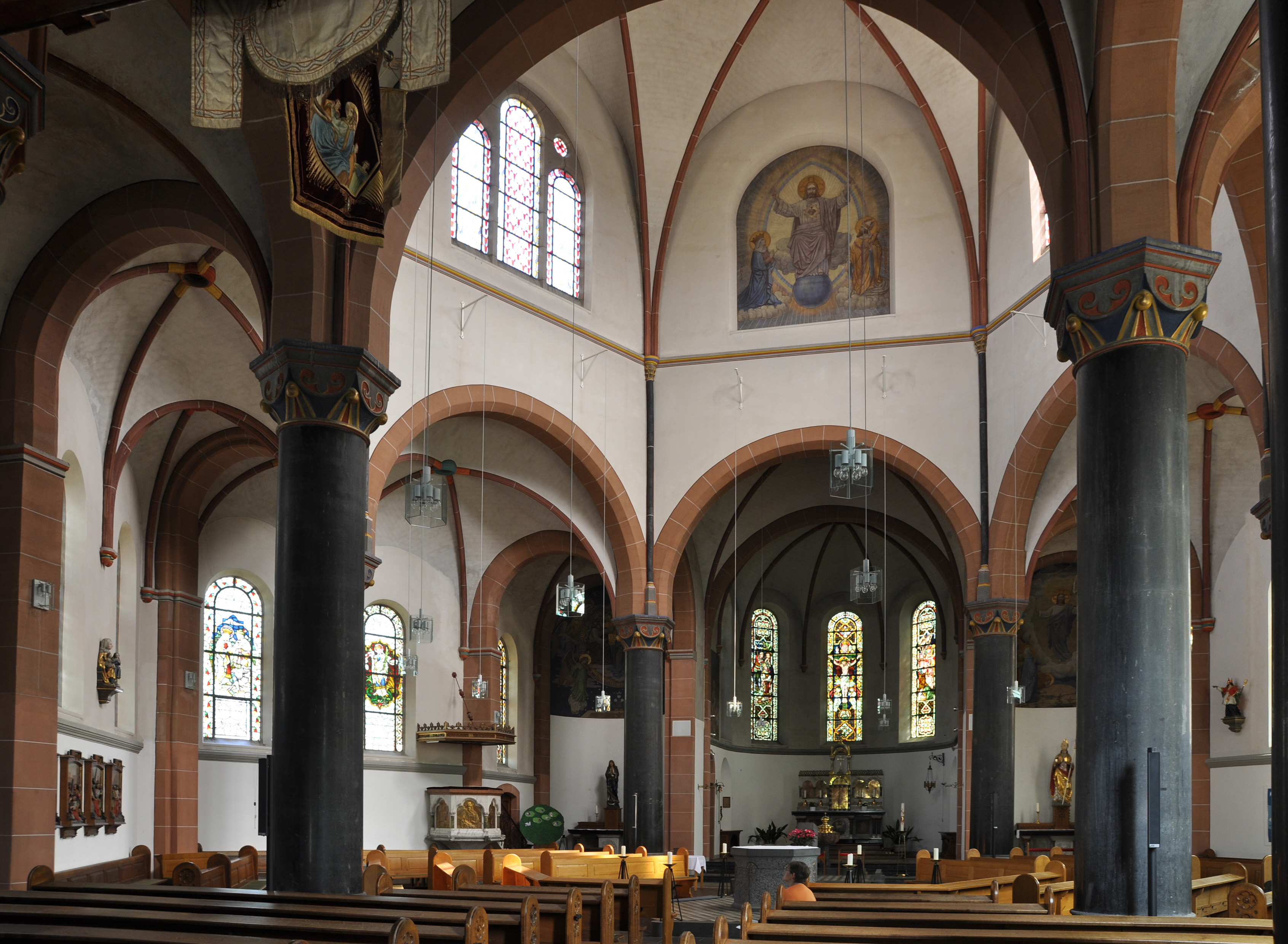
Innenansicht

St. Lambert (auch: St. Lambertus) ist eine große neuromanische Kirche in der Gemeinde Spay im Rheinland. Sie ist die römisch-katholische Pfarrkirche von Niederspay und wurde im Jahr 1899 im historisierenden Stil errichtet. Die feierliche Einweihung erfolgte am 20. Dezember 1900.

## Geschichte
Der zeittypische, kunsthistorisch bedeutende Backsteinbau wurde von den Kölner Baumeistern Carl Rüdell und Richard Odenthal geplant und übertrifft mit seiner Originalität viele der damals errichteten Kirchengebäude. Die Bauart von Turm und Apsis sowie die äußere Gestaltung der Tore, Zubauten und Traufenlinien hat starke Verwandtschaft mit der Hetzendorfer „Rosenkranzkirche“ in Wien-Meidling.
Ungewöhnlich ist vor allem der sechseckige Zentralbau mit Umgang, dem beidseits ein zweijochiges Langhaus angebaut ist. Es setzt sich im Westen in einem starken Turm mit den Portalen fort, während es im Osten von einer dem Aachener Dom nachempfundenen, halbkreisförmigen Apsis abgeschlossen wird. Das kuppelähnliche Hexagon prägt neben dem etwa 40 m hohen Turm die äußere Erscheinungsform der Kirche (siehe Bild).
Innen wurde der helle, von sechs blau marmorierten Säulen getragene Zentralraum in den 1990er Jahren dem hexagonalen Grundriss angepasst und erhielt eine sechseckige Altarinsel mit einem ebenfalls sechseckigen Volksaltar. Die restliche Ausstattung stammt großteils aus der Errichtungszeit um 1900, u. a. der Hochaltar, die neoromanische Kanzel, das Taufbecken und einige Fresken.
Neben qualitativ wertvollen Glasmalereien sind ein Altartriptychon und Skulpturen aus dem Spätmittelalter erhalten. Die Altarretabel aus dem Kreis des Kölner Meisters der hl. Sippe datiert Ende des 15. Jahrhunderts und wurde um 1900 neu gerahmt: mittig die Kreuzigungsgruppe, seitlich St. Petrus und Johannes der Täufer. Die Rückseite, vermutlich von einem Flügelaltar, zeigt acht Szenen aus dem Leben Jesu Leidensgeschichte und eine heilige Barbara (mittelrheinisch um 1470).

## Orgel

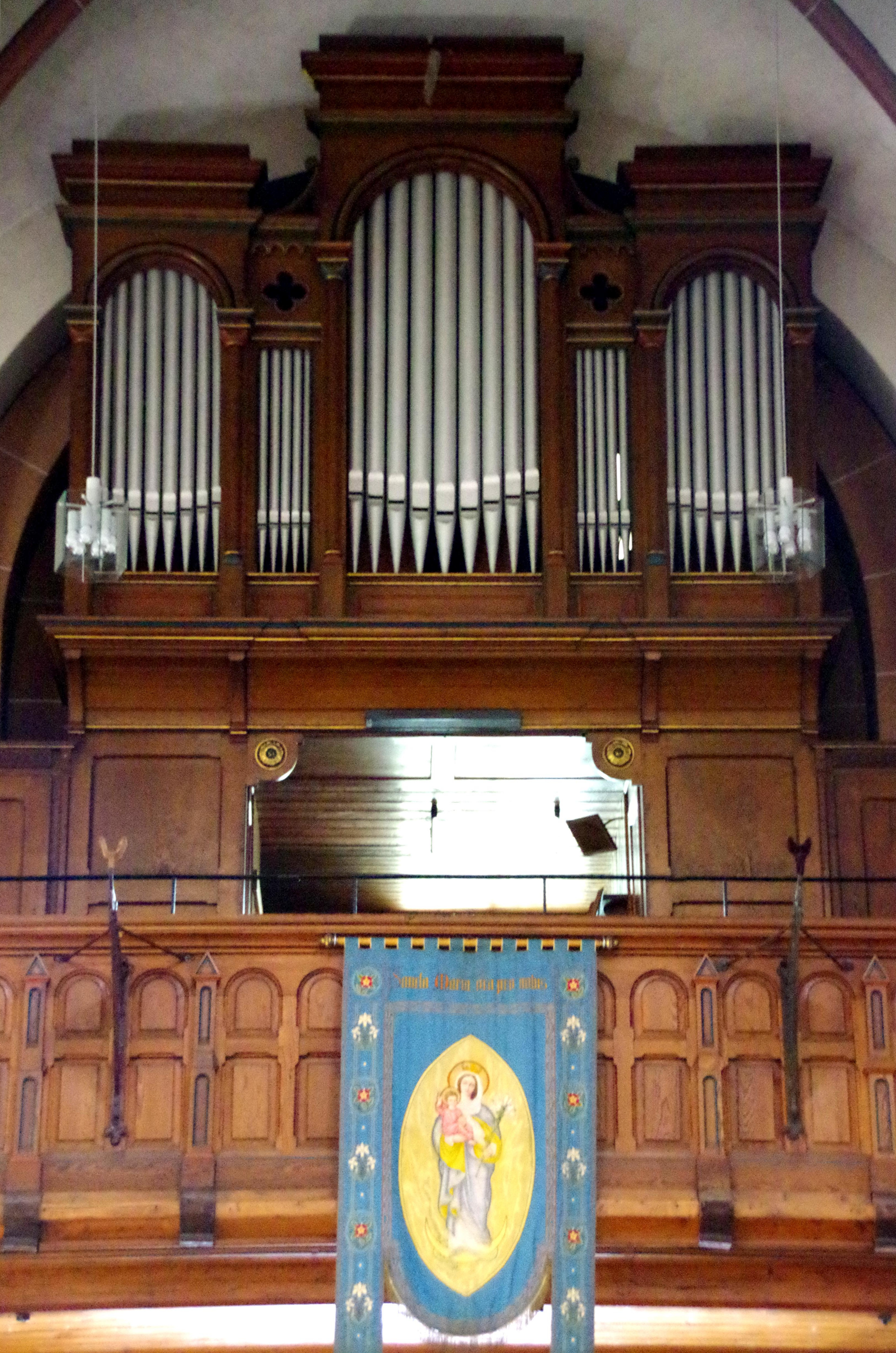
Orgel von Christian Gerhardt (1903)

Die Orgel der Lambertkirche wurde 1903 von der Orgelbaufirma Christian Gerhardt & Söhne (Boppard) erbaut. Das Instrument hat 15 Registern auf zwei Manualen und Pedal. Die Trakturen sind pneumatisch.
| I Hauptwerk C–f3 |                       |     |
| 1.               | Bordun                | 16′ |
| 2.               | Prinzipal             | 8′  |
| 3.               | Hohlflöte             | 8′  |
| 4.               | Gamba                 | 8′  |
| 5.               | Oktave                | 4′  |
| 6.               | Flöte                 | 4′  |
| 7.               | Mixtur-Cornett II-III |     |
| 8.               | Trompete              | 8′  |

| II Fernwerk C–f3 |                  |    |
| 9.               | Geigenprinzipal  | 8′ |
| 10.              | Salicional       | 8′ |
| 11.              | Lieblich Gedackt | 8′ |
| 12.              | Fernflöte        | 8′ |
| 13.              | Gemshorn         | 4′ |

| Pedal C–d1 |           |     |
| 14.        | Subbaß    | 16′ |
| 15.        | Violonbaß | 16′ |

- Koppeln: II/I, I/P, Oktavkoppel
- Spielhilfen: Feste Kombinationen (p, f, tutti)

## Denkmalschutz
Die Pfarrkirche St. Lambert ist ein geschütztes Kulturdenkmal nach dem Denkmalschutzgesetz (DSchG) und in der Denkmalliste des Landes Rheinland-Pfalz eingetragen. Sie liegt in der Kirchgasse.
Seit 2002 ist die Pfarrkirche St. Lambert Teil des UNESCO-Welterbes Oberes Mittelrheintal.